# Slam Dunk
Slam Dunk (スラムダンク?, Suramu Danku) è un manga spokon di trentuno volumi scritto e disegnato dal mangaka giapponese Takehiko Inoue e ambientato nel mondo della pallacanestro liceale.
Dall'opera sono stati tratti un anime di centouno episodi, la cui trasmissione è partita il 16 ottobre 1993, e cinque film animati.
La serie anime segue gli avvenimenti del manga ma presentando spesso scene in ordine diverso, inoltre sono state aggiunte e tolte diverse altre piccole sequenze che ne modificano leggermente il contenuto, la produzione animata è stata interrotta a poco più della metà del manga per volere dell'autore dell'opera originale, in quanto ritenuta troppo differente e non adeguata dallo stesso, l'anime non presenta quindi un vero e proprio finale essendone stato troncato lo sviluppo; i film, invece, sono indipendenti dalla serie e narrano storie a parte.
Si tratta di uno dei manga più celebri in patria e nel mondo, in quanto il primo che ha contribuito in maniera molto marcata alla diffusione e allo sviluppo del basket nella Terra del Sol Levante; molti ragazzi hanno infatti iniziato a praticare questo sport dopo aver letto l'opera di Inoue, grande appassionato di pallacanestro sin da piccolo e che ha dedicato a questo sport altri due suoi lavori (Buzzer Beater e Real).
Slam Dunk tratta la tematica dello sport con molto humour, a partire dal protagonista Hanamichi Sakuragi che è spesso in primo piano con le sue tragicomiche situazioni (il tutto accentuato attraverso l'utilizzo grafico dell'effetto super deformed, specie per evidenziare i comportamenti infantili dei protagonisti), ma anche con attenzione nei confronti del bullismo nelle scuole, tema sempre molto attuale. La storia presenta inoltre evidenti riferimenti all'NBA, la lega professionistica statunitense ritenuta universalmente il miglior campionato di basket al mondo: le divise dello Shohoku, dello Shoyo, del Ryonan e del Kainan, ad esempio, ricordano per colori e caratteri rispettivamente quelle dei Chicago Bulls, dei Boston Celtics, degli Orlando Magic e dei Los Angeles Lakers.

## Trama

### La formazione del team dello Shohoku
Hanamichi Sakuragi è un giovane teppista attaccabrighe che si iscrive al primo anno della scuola superiore Shohoku, nella prefettura di Kanagawa. È particolarmente sfortunato con le ragazze e ciò lo rende il triste bersaglio delle ripetute prese in giro da parte dei suoi amici Mito, Okusu, Takamiya e Noma. Dopo essere stato scaricato da una ragazza che era innamorata di un giocatore di basket, Hanamichi inizia ad odiare visceralmente questo sport; le cose, tuttavia, cambiano quando incontra Haruko Akagi, matricola come lui e appassionata di pallacanestro: la ragazza, infatti, lo incoraggia ad entrare nella squadra di basket della scuola impressionata dalla sua altezza e dalla sua prestanza fisica. Hanamichi se ne innamora perdutamente e accetta solo per poterla conquistare.
Lo Shohoku è in quel momento una squadra mediocre in quanto l'unico elemento di spicco è il fratello maggiore di Haruko, nonché capitano della squadra, Takenori Akagi (subito ribattezzato "Gorilla" da Hanamichi per via del suo mastodontico aspetto fisico); l'approdo in squadra della matricola Kaede Rukawa, proveniente dalle scuole medie Tomigaoka e considerato un fuoriclasse, sembra tuttavia aprire nuovi ed insperati scenari. Sakuragi, saputa della fortissima infatuazione che Haruko ha nei confronti del nuovo arrivato (come buona parte delle ragazze della scuola), svilupperà nei confronti di Rukawa un fortissimo e comico dualismo. Hanamichi dimostra una notevole predisposizione per questo sport sebbene gli inizi siano estremamente problematici, visto che dovrà imparare alla perfezione i fondamentali prima di poter iniziare ad esercitarsi anche nei tiri e poter giocare nelle partitelle di allenamento. Tutto ciò provoca in lui una profonda insofferenza, che lo porterà più di una volta a scontrarsi con Akagi.
La prima amichevole si disputa contro l'ottima squadra del Ryonan, le cui punte di diamante sono l'enorme centro Jun Uozumi e l'ala Akira Sendo, considerato uno dei migliori giocatori del basket liceale giapponese: il risultato finale è 87-86 per il Ryonan, ma nonostante la sconfitta lo Shohoku dà dimostrazione di essere una buonissima squadra, trascinata dalle giocate di Akagi e Rukawa i quali si rivelano entrambi degli ottimi attaccanti, sebbene Uozumi e Sendo non sono da meno essendo due grandi finalizzatori. Per essere al suo esordio assoluto nel basket, compensando la sua totale inesperienza con la prestanza fisica e con una grande determinazione, Hanamichi gioca bene pur creando non poco scompiglio sia fra i suoi compagni che fra i suoi avversari facendosi notare soprattutto in fase difensiva per la sua grande abilità nel rimbalzo e segnando anche un canestro in terzo tempo, che porta in vantaggio lo Shohoku a pochi secondi dalla fine. Sakuragi è convinto di aver vinto e la sua esultanza anticipata permette al Ryonan di riportarsi in vantaggio all'ultima azione e di vincere la partita: questo porterà Hanamichi a sentirsi in colpa dopo il match. Prima che inizino le eliminatorie entrano in squadra altri due giocatori: Ryota Miyagi, playmaker piccolo di statura ma dotato di grande velocità e di un perfetto palleggio, e l'ottimo tiratore Hisashi Mitsui, MVP ai tempi delle medie poi datosi al teppismo, che entra in squadra dopo aver provocato una furibonda rissa in palestra (nel tentativo di far ricadere la colpa su Miyagi) e dopo essere stato convinto a tornare sulla retta via da Kogure, vicecapitano dello Shohoku, e soprattutto dall'allenatore Anzai, per cui prova un profondo rispetto.

### Il campionato della prefettura di Kanagawa
Lo Shohoku, durante l'inizio del campionato della prefettura, sconfigge senza problemi le prime squadre dei licei Miuradai, Sumino, Takahata e Tsukubu, superando i cento punti a partita, in questi match il vero trascinatore della squadra si rivelerà essere Rukawa, il cui impatto sarà a dir poco devastante tanto da portarlo ad esser definito "la super matricola"; Sakuragi, invece, si farà notare soprattutto per l'altissima percentuale di ammonizioni, con un bilancio di venti falli e quattro espulsioni. Lo Shohoku raggiunge agevolmente la sfida decisiva per l'accesso alle finali contro il fortissimo Shoyo, che l'anno precedente si era classificato al secondo posto dietro solo all'insuperabile istituto Kainan, la squadra che accede al campionato nazionale da sedici anni consecutivi e in cui gioca il miglior giocatore di Kanagawa, Shinichi Maki. La partita è molto combattuta, lo Shoyo può contare sull'allenatore/capitano e playmaker Kenji Fujima e su Toru Hanagata, uno dei centro più forti di Kanagawa: Mitsui nonostante la marcatura box-and-one del difensore Kazushi Hasegawa riesce a sfruttare al meglio le sue abilità di clutch shooter metterndo a segno un considerevole numero di tiri da tre, mentre Miyagi sebbene non abbia la stessa popolarità di Maki e Fujima, si rivela perfettamente capace di rivaleggiare con quest'ultimo ricoprendo il suo stesso ruolo, aiutando più volte i suoi compagni a fare canestro con i suoi ottimi assist. È Rukawa però l'attaccante migliore dello Shohoku proprio lui segnerà il canestro che porterà la squadra a vincere per 62-60, e finalmente Hanamichi ha avuto l'occasione di mostrare a tutti il suo talento come rimbalzista sebbene quasi tutti i titolari dello Shoyo fossero più alti di lui, infatti catturando i rimbalzi ha intralciato lo Shoyo in attacco permettendo ai suoi compagni di andare a canestro indisturbati, e riuscendo persino a realizzare una spettacolare schiacciata in faccia ad Hanagata, subito dopo tuttavia, viene espulso poiché la sua azione viene considerata fallosa dall'arbitro, ma il pubblico applaude comunque la sua uscita dal campo.

#### La final four

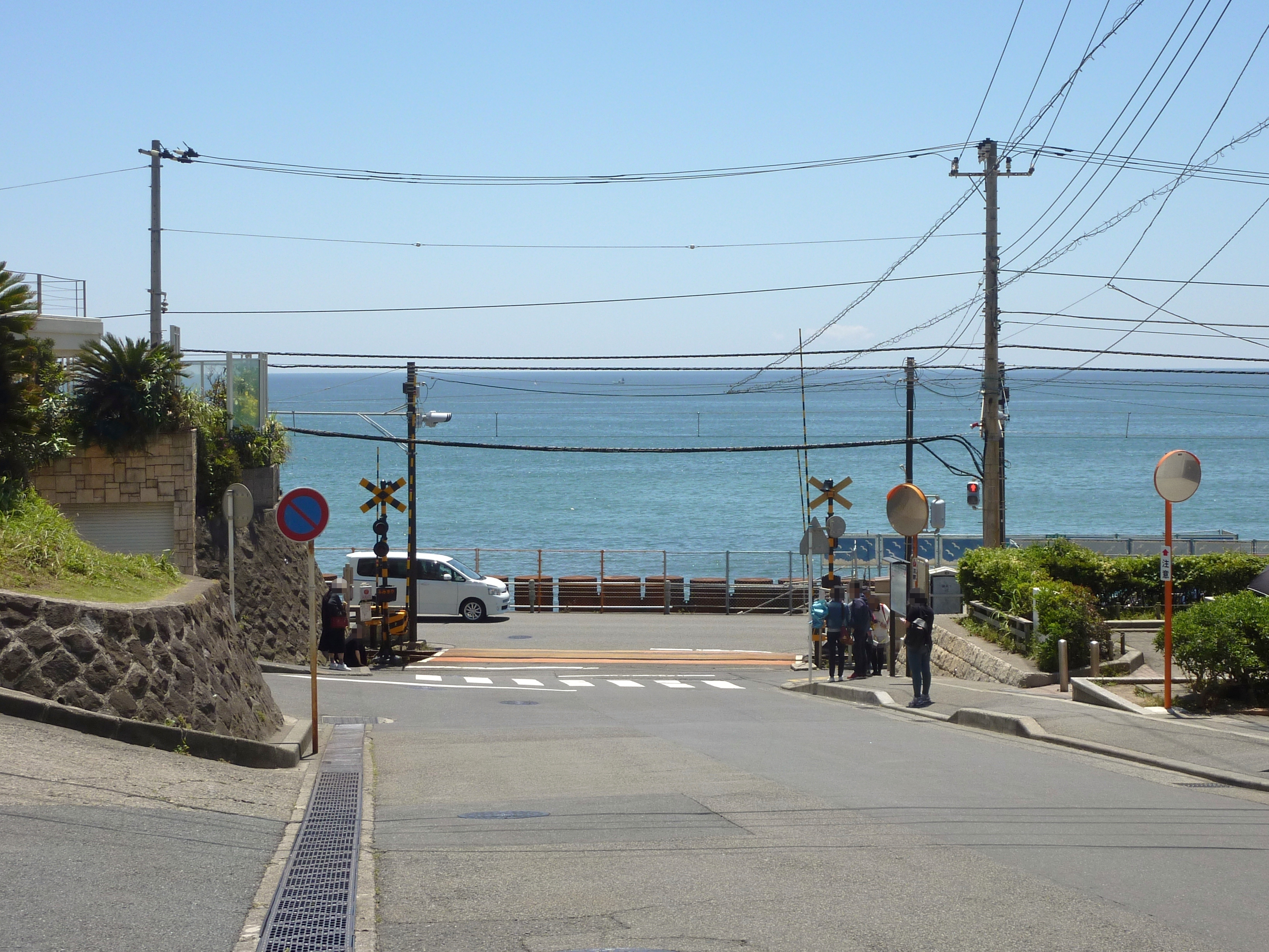
La Kamakurakōkōmae Station che appare all'inizio della serie animata

La prima partita della final four vede lo Shohoku contro il temibile Kainan: vi giocano il playmaker Maki che è considerato il giocatore più forte di Kanagawa bravo nel segnare sotto canestro, la guardia tiratrice Soichiro Jin che probabilmente è anche più capace di Mitsui, e la matricola Nobunaga Kiyota, che gioca come ala, molto competitivo e infatti vuole mettere in ombra Sakuragi e Rukawa dato che vuole essere lui la matricola migliore del campionato. Akagi e Rukawa si fanno valere facendo molti canestri, inoltre quando Akagi si infortuna alla caviglia Hanamichi lo sostituisce come centro, giocando molto bene dimostrando di essere forte quasi quanto Akagi, sia nelle stoppate che nei rimbalzi, applicando tutti gli insegnamenti di Akagi, in effetti nel primo tempo, proprio perché Hanamichi ha giocato bene in difesa, Rukawa ha potuto dare il meglio come finalizzatore, facendo tanti canestri, dovendo ricorrere a tutte le sue energie, tanto che nel secondo tempo si è ritrovato senza forze. Hanamichi dimostra di essere migliorato anche in attacco, non solo con i suoi passaggi i suoi compagni di squadra sono andati più volte a canestro, ma lui stesso ne segnerà di diversi, con la soddisfazione di aver prevalso contro Maki mettendo a segno una schiacciata, anche se purtroppo il Kainan vince per 90-88 per via di un errore nell'ultimo possesso di Hanamichi e un'incredibile deviazione con un'unghia di Kyota su tiro da tre di Mitsui destinato al canestro. Nel frattempo il Ryonan ha sconfitto facilmente il Takezato 117-64. Nella seconda giornata anche lo Shohoku batte il Takezato, ma Sakuragi arriva in ritardo e si perde il primo tempo della partita visto che si era allenato anche la mattina stessa nel tiro sotto canestro addormentandosi subito dopo; Akagi tuttavia, decide di non schierarlo in campo nella ripresa, per non far vedere i suoi progressi al Ryonan.

##### Maki contro Sendo
Nell'altra partita il Kainan affronta il Ryonan in un match ad altissimo livello tecnico: Sendo, riciclato come playmaker per fare posto alla rientrante e fortissima ala Fukuda, ingaggia uno spettacolare duello con Maki. Quest'ultimo inizialmente rimane sorpreso dall'abilità del rivale in un ruolo a lui più congeniale e il Ryonan sembra lanciato verso un'incredibile vittoria. Superato il brutto momento, Maki si riprende e come è solito fare infonde forza e coraggio al resto della sua squadra, affrontando Sendo in modo diretto sfruttando la maggior conoscenza del ruolo. Grazie al suo capitano il Kainan recupera 15 punti di svantaggio e ad essere decisivo è proprio Maki, che al termine dei tempi regolamentari preferisce mandare il rivale a canestro senza fermarlo per evitare che Sendo usufruisca di un basket count (se Sendo avesse segnato subendo fallo avrebbe usufruito di un tiro libero e in quel momento il Kainan era in vantaggio di 2 punti). Privo di Uozumi espulso per aver commesso 5 falli, il Ryonan si arrende e viene sconfitto all'overtime.

##### Lo scontro decisivo
Adesso lo Shohoku, scosso per le condizioni di salute di Anzai colpito da un malore e soccorso da Hanamichi, si prepara per l'ultima partita col Ryonan, che deciderà quale delle due squadre otterrà il runner-up e andrà ai nazionali oltre al Kainan che batte pure il Takezato. Uozumi nel match gioca prevalentemente in difesa permettendo a Sendo e Fukuda di scatenarsi in attacco. Senza Anzai, lo Shohoku a inizio match sembra completamente fuori fase, soprattutto Akagi, sopraffatto dall'insicurezza per via del recente infortunio e perché conscio che questa è la sua ultima possibilità di accedere al campionato nazionale. Dopo un time out e un breve scontro con Hanamichi il capitano tuttavia si riprende e conduce un'ottima partita sia in attacco che in difesa. Inoltre Hanamichi, avendo migliorato la sua tecnica di gioco, dà sfoggio delle sue nuove abilità nel tiro libero dalla distanza ravvicinata. Rukawa nella prima ripresa gioca una partita piuttosto modesta, è nella seconda metà della partita che invece inizia a segnare un canestro dietro l'altro avendo risparmiato le forze per gli ultimi venti minuti (non ripetendo l'errore commesso con il Kainan) e infatti se all'inizio lo Shohoku era all'inseguimento della squadra avversaria Rukawa trova la rimonta e porta a un notevole vantaggio, ma Sendo purtroppo si rivela un giocatore più forte e un ottimo ball-handler, continuando a segnare sempre più canestri riducendo il vantaggio dello Shohoku. Mitsui, troppo affaticato, sviene e lascia il campo e Kogure lo sostituisce, Hanamichi risulta decisivo nel finale, bloccando in successione i tre migliori giocatori avversari (Fukuda, Uozumi e Sendo) e impedendo la rimonta del Ryonan, inoltre Hanamichi serve l'assist con cui Kogure segna la tripla che permette allo Shohoku di allungare il vanataggio. Sendo segna un ultimo canestro accorciando le distanze, ma Akagi in un'ultima azione, nonostante Uozumi e Fukuda tentino di impedirglielo, mette Sakuragi nella posizione di segnare il canestro del definitivo +4 con una spettacolare schiacciata in tap-in. Lo Shohoku accede dunque alle nazionali come seconda classificata alle spalle del Kainan, Maki vince il premio di MVP e Akagi e Rukawa vengono inseriti nel miglior quintetto, insieme allo stesso Maki, al suo compagno di squadra Jin e a Sendo.

### Il campionato nazionale interscolastico
Iniziano gli allenamenti in vista del campionato nazionale, che è previsto il mese successivo: in questo periodo lo Shohoku cerca di migliorare il più possibile andando a giocare delle amichevoli contro il Josei, una delle otto squadre più forti del Giappone. Hanamichi resta a casa con l'allenatore Anzai per due partite e si sottopone ad un allenamento speciale per colmare la sua incapacità nei tiri in sospensione: in una settimana ne eseguirà ben 20.000 e, pian piano, inizia a rendersi conto dei suoi errori, anche se rifiuta sempre di ammetterli pubblicamente, e ad affinare sempre di più la sua tecnica. Contemporaneamente si reca con Kyota e Maki del Kainan alla prefettura di Aichi per guardare altre squadre e talenti di basket al di fuori di Kanagawa, ne è un esempio la matricola Hiroshi Morishige che porta la sua squadra del liceo Meihou alla qualificazione nel campionato nazionale prevalendo contro la squadra dell'Aiwa dove gioca Dai Moroboshi. Intanto Anzai riesce a far desistere Rukawa dal proposito di voler recarsi negli Stati Uniti, ritenendo non adatto, malgrado il suo enorme talento, di superare ancora campioni come Sendo. Quest'ultimo poi diviene nuovo capitano del Ryonan, dopo che Uozumi e Ikegami, lasciano la squadra senza aspettare la fine dell'anno scolastico.
Al campionato nazionale interscolastico (che si tiene a Hiroshima) prendono parte 59 squadre, di cui però cinque accedono direttamente al secondo turno mentre le restanti 54 si affrontano in partite a eliminazione diretta. Allo Shohoku nel primo turno capita subito una squadra molto forte, il Toyotama, che annovera tra le sue file i tre migliori marcatori della prefettura di Osaka: il playmaker Itakura, l'ala grande Kishimoto e l'ala piccola Minami, leader della squadra. Il loro gioco è basato sul run and gun, schema veloce ed iper-offensivo; grazie ad esso e al talento dei suoi giocatori il Toyotama si porta in vantaggio e si mantiene davanti per tutto il primo tempo. Nel secondo tempo però la squadra si sfalda, emergono contrasti interni e lo Shohoku cambia marcia: tutti i suoi giocatori iniziano a rendere al massimo, in particolare Rukawa, nonostante l'occhio pesto a causa di una gomitata intenzionale di Minami, ed il tiratore Mitsui; Hanamichi, dopo un inizio in sordina, riesce a giocare un'ottima partita dimostrando tutta la sua nuova abilità nei tiri dalla media distanza. Le sorti della partita vengono ribaltate e a nulla vale il forcing finale di Minami: lo Shohoku passa il turno e va ad affrontare il Sannoh della prefettura di Akita, la squadra più forte del basket liceale giapponese, detentrice del titolo da 4 anni.
Prima della partita lo Shohoku guarda le cassette del campionato interscolastico nazionale dell'anno precedente, dove militavano già tutte le stelle attuali del Sannoh: rimangono tutti esterrefatti quando vedono con che facilità hanno sconfitto il Kainan, aggiudicandosi l'incontro con 30 punti di vantaggio. Il Sannoh può contare sul playmaker Fukatsu, e sui fratelli Kawata, Masashi il centro più forte del Giappone (passato in un solo anno dai 165 ai 190 cm di altezza e capace di giocare in tutte le posizioni) e Mikio il giocatore più alto del campionato benché sia solo una matricola (210 cm) abile nel tiro sotto canestro, ma il giocatore migliore della squadra è l'ala piccola Sawakita, il più abile tra i giocatori liceale giapponese, in procinto di trasferirsi negli Stati Uniti. Hanamichi all'inizio della partita segna una schiacciata saltando dalla foul line provocando i suoi avversari, Masashi e Sawakita in particolare capiscono che lui è un avversario temibile. Dopo un primo tempo equilibrato, lo Shohoku conduce di due punti, grazie ad una prestazione strepitosa di Hanamichi e Mitsui, ma il Sannoh ha giocato a ritmi molto bassi per studiare gli avversari. Ad inizio secondo tempo un micidiale break del Sannoh ribalta la partita e porta i campioni in carica in vantaggio, Masashi fa emergere tutta la sua superiorità su Akagi che non è capace di competere con lui, Masashi è un giocatore formidabile sia in difesa che in attacco mentre Sawakita quando va a canestro è praticamente immarcabile, mettendo a segno i suoi tear drop, e portano la squadra sul +24.
A questo punto, Anzai fa rientrare Hanamichi, che con il suo atteggiamento apparentemente sbruffone riesce a caricare i suoi compagni e qualcosa cambia nello Shohoku, che passa al contrattacco. Rukawa, che fino a quel momento è stato dominato da Sawakita, reagisce e batte più volte il suo diretto avversario coinvolgendo anche i suoi compagni in fase offensiva dimostrando di essere un buon regista con i suoi assist dato che la sua ostinazione nel voler battere Sawakita nel one-on-one impediva a Rukawa di esprimere al meglio il suo talento, mentre Mitsui nonostante sia quasi vinto dalla fatica segna canestri da 3 a ripetizione. È però proprio Hanamichi quello che si rivela il vero trascinatore dello Shohoku: è autore di una prestazione straordinaria sia in attacco sia a rimbalzo, riuscendo a prevalere su Masashi sebbene Akagi al contrario non fosse nemmeno capace di tenergli testa. Durante la partita Hanamichi capisce che ciò che vuole è partire per gli Stati Uniti come Rukawa per diventare un vero giocatore di pallacanestro.
Nella fase finale della partita Hanamichi si infortunerà alla schiena, ma il suo amore per la pallacanestro e il suo desiderio di superare Rukawa gli daranno la forza di proseguire il match, e con le sue stoppate prevale su Sawakita e Mikio, infine sarà proprio lui a segnare in buzzer beater con un tiro in sospensione il canestro del definitivo 79-78 e a servirgli la palla a due secondi dalla fine della partita sarà, tra lo stupore generale, proprio Rukawa che per via della marcatura di Masashi e Sawakita rinuncia a tentare il tiro con una finta perfetta: lo Shohoku sconfigge il Sannoh e mette a segno un'impresa storica. Il cammino di Akagi e compagni finirà però con la partita successiva contro l'Aiwa di Moroboshi, a causa della stanchezza per la partita col Sannoh, e dove Hanamichi non giocherà per via del grave infortunio alla schiena.
Diversi mesi dopo, Miyagi diventa il nuovo capitano dello Shohoku, invece Rukawa viene convocato per giocare nella nazionale giovanile del Giappone e Hanamichi si dedica alla sua riabilitazione per poter tornare a giocare.

## Personaggi e doppiatori
| Personaggio        | Doppiatore originale | Doppiatore italiano                                       |
| ------------------ | -------------------- | --------------------------------------------------------- |
| Hanamichi Sakuragi | Takeshi Kusao        | Diego Sabre                                               |
| Kaede Rukawa       | Hikaru Midorikawa    | Ivo De Palma                                              |
| Haruko Akagi       | Akiko Hiramatsu      | Federica Valenti                                          |
| Takenori Akagi     | Kiyoyuki Yanada      | Claudio Moneta                                            |
| Mitsuyoshi Anzai   | Tomomichi Nishimura  | Guido Rutta                                               |
| Akira Sendō        | Hōchu Ōtsuka         | Patrizio Prata                                            |
| Yūji Okusu         | Nobutoshi Hayashi    | Daniele Demma                                             |
| Hisashi Mitsui     | Ryōtarō Okiayu       | Guido Cavalleri                                           |
| Jun Uozumi         | Yukimasa Kishino     | Giorgio Bonino                                            |
| Nozomi Takamiya    | Kozo Shioya          | Nicola Bartolini Carrassi                                 |
| Ryota Miyagi       | Yoku Shioya          | Stefano Brusa                                             |
| Yohei Mito         | Toshiyuki Morikawa   | Simone D'Andrea                                           |
| Kiminobu Kogure    | Hideyuki Tanaka      | Felice Invernici                                          |
| Moichi Taoka       | Unshō Ishizuka       | Enrico Bertorelli (1ª voce) Giovanni Battezzato (2ª voce) |
| Yasuharu Yasuda    | Masaya Onosaka       | Claudio Ridolfo                                           |
| Ayako              | Eriko Hara           | Dania Cericola                                            |
| Tatsuhiko Aota     | Hideyuki Umezu       | Massimiliano Lotti                                        |
| Chuichiro Noma     | Yuji Mikimoto        | Pino Pirovano                                             |
| Nobunaga Kiyota    | Toshiyuki Morikawa   | Luigi Rosa                                                |
| Shinichi Maki      | Hisao Egawa          | Marco Balzarotti                                          |
| Soichirō Jin       | Nobutoshi Hayashi    | Davide Garbolino                                          |
| Norio Hotta        | Hōchu Ohtsuka        | Stefano Albertini                                         |
| Kenji Fujima       | Kōji Tsujitani       | Luca Sandri                                               |
| Mari Kawai         | Nanae Sumitomo       | Serena Clerici                                            |
| Toru Hanagata      | Nobuhiko Kazama      | Massimo Di Benedetto                                      |
| Kicchou Fukuda     | Hideo Ishikawa       | Alberto Oliviero                                          |
| Voce narrante      | Hideyuki Tanaka      | Federico Danti                                            |

## Produzione
Inoue è stato ispirato a creare Slam Dunk poiché gli piaceva il basket sin dagli anni del liceo. Dopo che Inoue ha iniziato la sua serializzazione è rimasto sorpreso quando ha iniziato a ricevere lettere da parte dei suoi lettori che gli dicevano di aver iniziato a praticare lo sport dopo essersi appassionati al manga. Il suo curatore editoriale gli ha persino detto che "il basket era un tabù in questo mondo". A seguito delle lettere ricevute, Inoue ha deciso di voler disegnare meglio le partite di basket presenti nella storia. Con questa serie Inoue ha voluto dimostrare i sentimenti che provano alcuni atleti assieme ai loro pensieri quando vincono, perdono o migliorano nello sport. Quando ha iniziato a lavorare a Vagabond ha notato che quando si occupava di Slam Dunk aveva una prospettiva più semplice sulla vita poiché si concentrava maggiormente sulle vittorie e sul successo.
Inoltre Inoue voleva che i lettori provassero i successi e l'amore che si potevano trovare nello sport. Pensando che il suo successo come mangaka fosse dovuto in gran parte al basket, Inoue organizzò una borsa di studio di Slam Dunk per studenti giapponesi poiché voleva aumentare la popolarità del basket in Giappone. In seguito Inoue ha commentato che sebbene Slam Dunk sia tecnicamente un manga di basket, la sua storia avrebbe potuto essere fatta con altri sport come ad esempio il calcio. Ha anche aggiunto che gli artwork di questo manga era molto classici e simili ad oltre opere rispetto a Real. Le sue esperienze con il basket hanno influenzato la storia di Slam Dunk, infatti quando era giovane Inoue ha iniziato a giocare a basket per essere popolare tra le ragazze ma in seguito si è interessato allo sport in sé e per sé. Tutto ciò viene rispecchiato nel protagonista Hanamichi Sakuragi che inizia a giocare a basket proprio per diventare popolare con la ragazza che gli piace ma poi finisce per appassionarsi veramente alla disciplina.

## Media

### Manga
Il manga, scritto e illustrato da Takehiko Inoue, è stato serializzato dal 1º ottobre 1990 al 17 giugno 1996 sulla rivista settimanale Weekly Shōnen Jump edita da Shūeisha. I capitoli sono stati raccolti in 31 volumi tankōbon pubblicati dall'8 febbraio 1991 al 3 ottobre 1996 sotto l'etichetta Jump Comics di Shūeisha. Successivamente è stata distribuita una nuova edizione in formato kanzenban composta da 24 volumi usciti dal 19 marzo 2001 al 2 febbraio 2002. Una terza edizione in formato shinsōban e composta da 20 volumi è uscita tra il 1º giugno 2018 e il 1º settembre 2018.
Nel 2004 Inoue ha realizzato un epilogo intitolato Slam Dunk: 10 Days After, disegnato su 23 lavagne nell'ex campus dell'ormai dismessa scuola superiore Misaki situata nella prefettura di Kanagawa, dove si è tenuta un'esposizione dal 3 al 5 dicembre dello stesso anno. L'epilogo, insieme alla spiegazione dell'evento, è stato ristampato nel numero di febbraio 2005 della rivista Switch.
In Italia il manga è stato pubblicato per la prima volta da Panini Comics sotto l'etichetta Marvel Manga dal 30 ottobre 1997 al 22 giugno 2000 dividendola in 62 volumi, ognuno corrispondente alla metà di uno di quelli originali. Successivamente l'opera ha ricevuto una seconda edizione denominata Slam Dunk Collection, stavolta in 31 volumi come quelli originali giapponesi, che è stata distribuita dal 20 dicembre 2001 al 17 giugno 2004. Sempre la Panini Comics ha iniziato a ripubblicare il fumetto con un nuovo formato equivalente a quello della kanzenban giapponese e con il titolo Slam Dunk Deluxe dal 12 ottobre 2006 al 12 giugno 2008 ma si è interrotta al decimo numero. Alcuni anni dopo i diritti sono stati acquistati dall'editore d/visual che ha realizzato un'ulteriore edizione simile a quella di Slam Dunk Deluxe e resa disponibile dal 21 febbraio 2010 al 22 dicembre 2012 per un totale di 24 volumi sempre in formato kanzenban e con alcune tavole a colori. Panini Comics ha pubblicato un'altra edizione dal 12 settembre 2019 al 20 maggio 2021 la quale è basata sulla shinsōban giapponese e presenta 20 volumi totali.

### Anime

Logo della serie anime

Una serie anime, composta da 101 episodi, è stata prodotta da Toei Animation e diretta da Nobutaka Nishizawa. È stato trasmesso per la prima volta in Giappone su TV Asahi dal 16 ottobre 1993 al 23 marzo 1996. Successivamente è stato replicato sulla rete televisiva satellitare Animax.
L'anime segue fedelmente la trama del manga escludendo però il campionato nazionale interscolastico che funge da epilogo alle vicende.
Toei ha raccolto gli episodi in una serie composta da 17 DVD distribuiti in Giappone dal 10 dicembre 2004 al 21 maggio 2005. La stessa azienda ha pubblicato tre cofanetti per un totale di 17 DVD nel corso del 2008. Per celebrare i 20 anni dalla sua trasmissione, l'anime è stato lanciato anche in formato Blu-ray dall'11 luglio 2014 al 13 marzo 2015.
La serie animata è costituita da una copiosa colonna sonora composta da Takanobu Masuda (ep. 1-61) e BMF (ep. 62-101). Le sigle d'apertura sono rispettivamente Kimi ga suki da to sakebitai (君が好きだと叫びたい?) cantata dai Baad (ep. 1-61) e Zettai ni, daremo (ぜったいに 誰も?) dei Zyyg (ep. 62-101). Le sigle di chiusura invece sono Anata dake mitsumeteru (あなただけ見つめてる?) di Maki Ohguro (ep. 1-24), Sekai ga owaru made wa... (世界が終るまでは…?) dei Wands (ep. 25-49), Kirameku toki ni torawarete (煌めく瞬間に捕われて?) dei MANISH (ep. 50-81) e My Friend (マイ フレンド?, Mai Furendo) di Zard (ep. 82-101). Durante la messa in onda della serie sono stati distribuiti tre CD contenenti la colonna sonora. Le sigle, sia d'apertura che di chiusura, sono state raccolte nel disco TV Animation SLAM DUNK Opening & Ending Theme Songs uscito il 20 marzo 1996. Successivamente gli stessi brani insieme ad altri due brani sono stati raccolti nel CD The Best of TV Animation Slam Dunk pubblicato il 21 luglio 2003.
In Italia la serie è stata trasmessa a partire dal 3 ottobre 2000 su MTV Italia, per poi essere replicata da 7 Gold e GXT. Yamato Video, che ha curato l'adattamento e il doppiaggio, si è occupata della distribuzione in VHS e DVD. Il doppiaggio è stato eseguito presso lo studio DEA Digital Editing Audio di Milano sotto la direzione di Nicola Bartolini Carrassi, il quale si è anche occupato dell'adattamento dei dialoghi assieme a Francesca Menini e Silvia Bacinelli. L'edizione italiana di Slam Dunk rappresenta un caso singolare per quanto riguarda i doppiaggi italiani degli anime: contrariamente alla prassi degli adattamenti italiani, che tentano di censurare e di ammorbidire l'opera originale per adattarla a un target di ragazzi più giovani, i dialoghi risultano infatti molto più volgari e dal linguaggio particolarmente colorito, con largo uso di insulti ed espressioni fantasiose come "mezza-sega", "tritapalle", "zoccolette", "prugnette" e "baciapiselli", di termini e cadenze dialettali e di recitazioni e voci sopra le righe, conferendo alla serie un tono decisamente più demenziale e parodistico che ebbe un'accoglienza piuttosto mista da parte del pubblico italiano. Infine, sono state aggiunte frasi in momenti di silenzio, come ad esempio nell'episodio 46 Vai a canestro, Hanamichi, quando Sakuragi, dopo aver fatto canestro, lascia i giocatori di sasso con relativa riflessione personale per ognuno; in originale sono assenti. Sono presenti inoltre anche diversi errori di adattamento, come la pronuncia dei cognomi Sakuragi e Akagi, che vengono pronunciati col suono "gi" finale italiano e non con "ghi" (in giapponese la "g" è sempre gutturale; per il suono dolce si deve usare la "j"), cosa che invece avviene correttamente con Miyagi, e quando Haruko parla o nomina suo fratello maggiore usando il cognome Akagi come nome.

### Film
Dal 1994 al 1995 Toei Animation ha prodotto quattro film d'animazione mentre il manga e l'anime televisivo erano ancora in corso. Questi film presentano elementi che vengono solo accennati oppure che non sono affatto presenti nel manga e perciò sono indipendenti dalla serie e narrano storie a parte.
Il primo film, intitolato semplicemente Slam Dunk (スラムダンク?, Suramu Danku), è stato proiettato nei cinema giapponesi il 12 marzo 1994. Ambientato dopo la partita dello Shohoku contro il Ryonan, la storia si concentra su una partita di allenamento contro il liceo Takezono. Prima della partita, Sakuragi incontra Yoko Shimura, la ragazza che lo rifiuta nella primissima scena della serie, e Oda, il cestista della Takezono che fu scelto da Yoko come suo fidanzato al posto di Sakuragi.
Il secondo film della serie è Slam Dunk zenkoku seihada! Sakuragi Hanamichi (スラムダンク 全国制覇だ！桜木花道?, Suramu Danku zenkoku seihada! Sakuragi Hanamichi, lett. "Slam Dunk conquista nazionale! Hanamichi Sakuragi") ed è uscito il 9 luglio 1994. Ambientato durante la partita di qualificazione del quarto round tra lo Shohoku e il liceo Tsukubu, la pellicola presenta alcuni personaggi originali tra cui Godai, un vecchio amico di Akagi e di Kogure, Rango, un selvaggio esibizionista innamora di Haruko e che litiga con Sakuragi, e l'allenatore Kawasaki, un ex allievo dell'allenatore Anzai.
il terzo Slam Dunk Shohoku saidai no kiki! Moero Sakuragi Hanamichi (スラムダンク 湘北最大の危機！燃えろ桜木花道?, Suramu Danku Shōhoku saidai no kiki! Moero Sakuragi Hanamichi, lett. "Slam Dunk la più grande crisi dello Shohoku! Sakuragi Hanamichi in fiamme") è uscito il 4 marzo 1995. Si svolge dopo la sconfitta dello Shohoku per mano del Kainan e durante una partita di allenamento contro il liceo Ryokufu.
il quarto Slam Dunk hoero Basketman tamashi!! Hanamichi to Rukawa no atsuki natsu (スラムダンク 吠えろバスケットマン魂!!花道と流川の熱き夏?, Suramu Danku hoero Basukettoman tamashī!! Hanamichi to Rukawa no atsuki natsu, lett. "Slam Dunk il ruggito del Basketman!! La calda estate di Hanamichi e Rukawa") è stato distribuito il 15 giugno 1995; la storia tratta di un kōhai di Rukawa, Ichiro Mizusawa, che dovrà sottoporsi a un'operazione al ginocchio, cosa che gli impedirà di giocare a basket in futuro e per questo desideroso di disputare un'ultima partita contro Rukawa.
NHK ha trasmesso tutti e quattro i film dal 1° al 4 agosto 2006 come parte del contenitore Summer Anime Choice di NHK BS-2, mentre TV Osaka ha rimandato in onda il secondo, il terzo e il quarto film dal 3 all'8 gennaio 2007. Tutti quanti i lungometraggi sono stati raccolti in un cofanetto DVD denominato Slam Dunk The Movie uscito il 10 dicembre 2004.
Il 7 gennaio 2021 Takehiko Inoue, l'autore del manga originale, ha annunciato sul suo profilo Twitter che la serie avrebbe ricevuto un nuovo film anime ad opera di Toei Animation, intitolato The First Slam Dunk. Inoue ricopre il ruolo di regista e sceneggiatore del film mentre Yasuyuki Ebara ha curato il character design. È stato proiettato il 3 dicembre 2022 in Giappone. In Italia il film è stato distribuito nei cinema da Anime Factory il 10 maggio 2023 in versione sottotitolata e dall'11 al 17 maggio seguenti in versione doppiata.

### Videogiochi

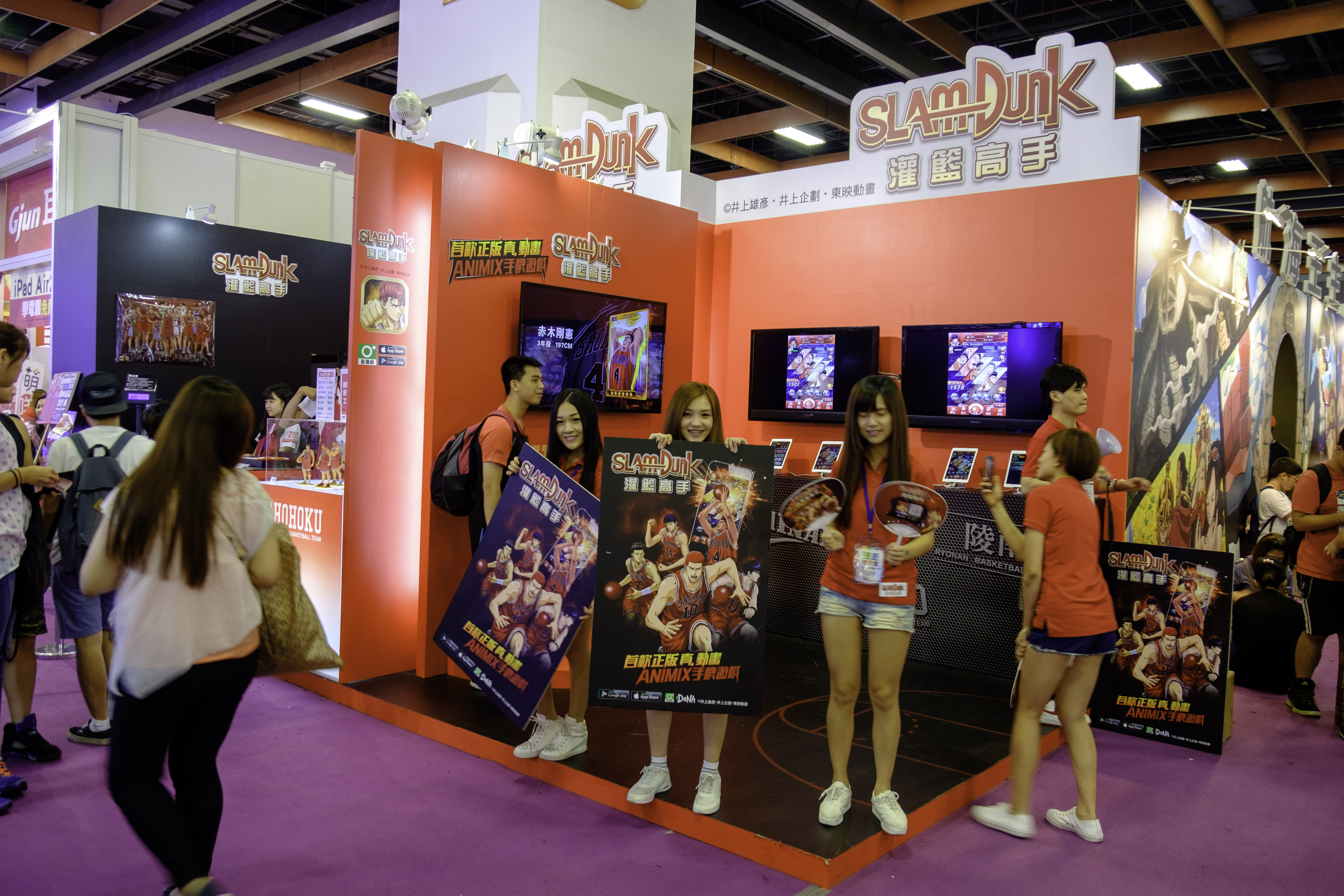
Uno stand dedicato al videogioco SLAM DUNK from TV Animation

Dalla serie sono stati tratti numerosi videogiochi, per lo più sviluppati da Banpresto e prodotti da Bandai e distribuiti esclusivamente per il mercato giapponese. Due videogiochi di pallacanestro intitolati rispettivamente Slam Dunk: Gakeppuchi no kesshō League (スラムダンクがけっぷちの決勝リーグ?, Suramu Danku gakeppuchi no kesshō Rīgu) (1994) e Slam Dunk 2 (1995) sono stati resi disponibili per Game Boy. Su Super Famicom sono invece usciti tre giochi intitolati rispettivamente Slam Dunk: Yonkyo gekitotsu!! (スラムダンク 四強激突!!?, Suramu Danku yonkyō gekitotsu!!) (1994), Slam Dunk 2: IH yosen kanzenban!! (1995) e Slam Dunk SD Heat Up!! (1995). Sono usciti anche diversi titoli per Game Gear, Mega Drive e Sega Saturn. Un videogioco arcade sviluppato da Video System, pubblicato da Banpresto e dal titolo From TV Animation Slam Dunk: Super Slams è uscito nel corso del 1995. I personaggi della serie compaiono anche nei giochi per Nintendo DS Jump Super Stars (2005) e Jump Ultimate Stars (2006).
Successivamente è stato reso disponibile un gioco sviluppato dalla società cinese DeNA, SLAM DUNK from TV Animation, il quale è stato pubblicato il 25 novembre 2020 per i dispositivi iOS e Android.

## Accoglienza

### Manga

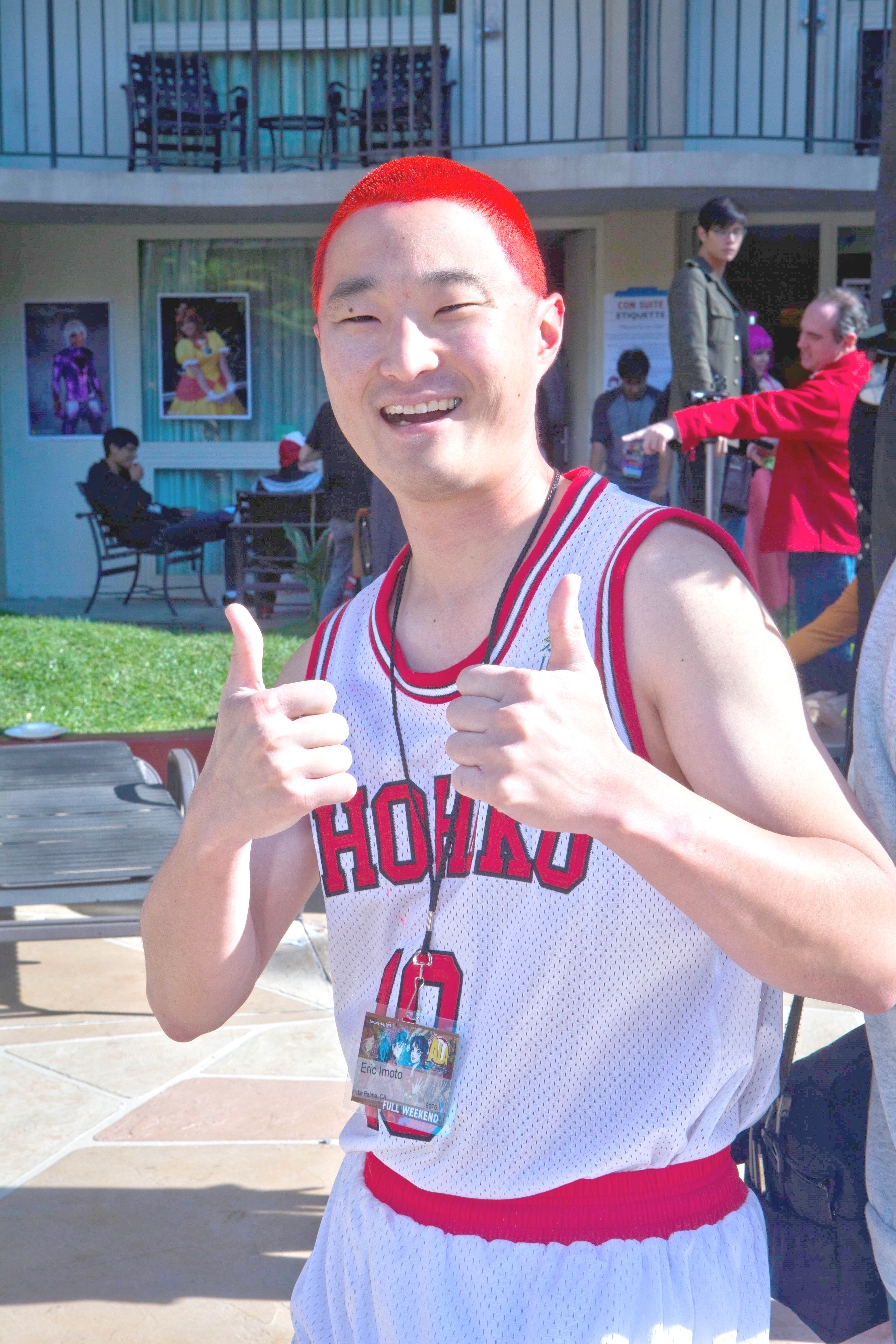
Cosplayer di Hanamichi Sakuragi all'Anime Los Angeles del 2013

Nel 1994 Slam Dunk ha ricevuto il 40º Premio Shōgakukan per i manga nella categoria shōnen. In un sondaggio condotto per il 10° Japan Media Arts Festival del 2006, quasi 79 000 giapponesi hanno votato Slam Dunk come il miglior manga di tutti i tempi. Nel sondaggio di Media Arts del 2009 dedicato alla opere d'arte preferite dal pubblico di tutti i tempi, Slam Dunk ha ottenuto il primo posto nella divisione manga. In un sondaggio di Oricon del 2009, si è classificato al primo posto come il manga che i fan volevano trasporre in un film live-action. Nel novembre 2014 i lettori della rivista Da Vinci di Media Factory hanno votato Slam Dunk al quarto posto nell'elenco delle più grandi serie manga di Weekly Shōnen Jump di tutti i tempi. Slam Dunk si è classificato al 2°, dietro a Kingdom, nella prima sezione annuale di miglior di tutti i tempi al Tsutaya Comic Award del 2017. Nel sondaggio Manga Sōsenkyo 2021 indetto da TV Asahi, 150 000 persone hanno votato la loro top 100 delle serie manga e Slam Dunk si è classificata al 3º posto rimanendo dietro a One Piece e Demon Slayer - Kimetsu no yaiba. Il sito web Goo Ranking ha intervistato 2 310 lettori di Weekly Shōnen Jump tra il 19 giugno e il 3 luglio 2020 e questi hanno classificato la serie al quarto posto tra quelle più commoventi pubblicate dalla rivista.

#### Vendite
I volumi di Slam Dunk hanno venduto oltre 100 milioni di copie entro il 2004, oltre 118 milioni entro il 2012 e oltre 121 milioni entro il 2014, diventando così la quinta serie manga più venduta di Shūeisha. Entro il 2017 la serie aveva più 170 milioni di copie in circolazione. Fino al 2002, i volumi dal 21 al 23 di Slam Dunk detenevano il record per maggior numero di copie vendute per un manga con 2,5 milioni di copie. La versione cartacea di Slam Dunk: 10 Days After è stata anche essa popolare, dato che si è inizialmente classificata al 6º posto e in seguito al 15° nella classifica settimanale dei manga di Oricon. I primi sei volumi dell'edizione shinsōban del 2018 hanno raggiunto tutti quanti la classifica degli otto manga più venduti nella rispettiva settimana di uscita, con il primo numero che si è piazzato al secondo posto. Ciò ha portato Slam Dunk a essere il quarto manga più venduto del 2018 con 5,2 milioni di copie vendute e il nono franchise multimediale più venduto del 2018, con 3 486 988 423 yen di vendite tra home video, musica e manga in Giappone. In Nord America è stato indicato come uno de migliori fumetti del 2008 da Publishers Weekly mentre la Young Adult Library Services Association ha nominato il primo volume come una delle sue "Migliori graphic novel per adolescenti" all'inizio del 2009.

#### Critica
Carlo Santos di Anime News Network ha scritto che "Con personaggi solidi, azione strabiliante e una classica storia da perdenti, Slam Dunk è tutto ciò che tutte le serie manga (e i giocatori di basket) dovrebbero aspirare ad essere: il pacchetto completo". Il suo collega Carl Kimlinger parlando del primo volume ha affermato che era più una commedia romantica che un manga sportivo poiché si concentrava maggiormente sulla creazione del cast di personaggi. Santos ha sostenuto che sono le cose che accadono fuori dal campo da gioco che costituiscono il vero cuore e l'anima del manga poiché ogni personaggio ha una storia da raccontare e un obiettivo da raggiungere, con il campo che fornisce semplicemente un palcoscenico per "recitare queste lotte universali".
Kimlinger ha definito Sakuragi una "scelta ispirata" per un protagonista in quanto è un delinquente con un temperamento scatenato e mosso da motivazioni sbagliate, ma ha anche detto che fa l'"apparentemente impossibile" e bilancia simpatia ed estrema arroganza grazie a scene comiche. Santos invece ha detto che nonostante Sakuragi non sia caratterizzato dalle "sbalorditive abilità sovrumane" che normalmente si associano ai protagonisti degli shōnen vederlo diventare uno sportivo e una persona decente è altrettanto emozionante. Nonostante alcuni character design da "teppista da scuola" che sono generalmente considerati comici al giorno d'oggi, Santos ha definito i disegni solidi per via del flusso visivo e della loro dinamicità.
Domenico Bottalico di MangaForever trattò il primo volume dell'edizione d/visual e sostenne che classificare Slam Dunk come manga sportivo sarebbe stato riduttivo e fuorviante dato che Inoue tratteggiava sapientemente una commedia scolastica in cui il basket era solo un contorno di lusso. Era una storia di tutti i giorni, di chi pratica o ha praticato uno sport in età scolastica, una storia di crescita che dimostrava che alcuni titoli ritenuti "deboli" o di scarso appeal potevano diventare dei blockbuster senza precedenti. Enrico Rossini di Everyeye.it Slam Dunk è il manga che più di tutti riusciva ad incarnare lo spirito dello sport e della gioventù grazie a una trama solida contornata da personaggi azzeccatissimi. Secondo il recensore, Takehiko Inoue illustrava una storia avvincente di Hanamichi Sakuragi e della scoperta del basket.
Lorenzo Negri di Wired definì la storia corale e trovò inverosimile l'improbabile stazza degli adolescenti giapponesi a cui ci si abituava in fretta alla ricorrente trasfigurazione e occidentalizzazione con cui i fumetti nipponici trattavano i loro protagonisti. Secondo Negri l'autore Inoue è un artista tra i migliori nel mettere in scena l'azione dato che è in grado di restituire la dinamicità oltre che emozionante nel riprodurre le partite di basket soffermandosi su una schiacciata o rallentando su un confronto tra due giocatori. Uno dei pregi maggiori dell'opera è quello di essere fruibile anche a chi non è appassionato di basket o delle storie sportive in generale, proprio come avvenuto con Holly & Benji e Rocky Joe. Il merito andava alla bravura con cui l'autore intreccia parabole personali, relazioni e passione agonistica in modo indissolubile, il tutto variegato grazie a un grande umorismo generato spesso dal protagonista Hanamichi. Emanuele Emma e Stefano Rapiti de Lo Spazio Bianco trattando della quinta edizione italiana ad opera di Planet Manga affermarono che l'opera è anche un racconto di formazione che guida i suoi protagonisti in una partita verso la maturità e una consapevolezza tali da permettergli di liberarsi dell'etichetta di delinquenti attaccabrighe. Marco Strignano di MangaForever lo ha considerato il miglior manga shōnen degli anni '90, descrivendolo come il manga sportivo per eccellenza che nonostante tratti la tematica dello sport con molto humor, pone anche molta attenzione sul bullismo nelle scuole.

## Impatto culturale
Il successo di Slam Dunk è citato come motivo della maggiore popolarità del basket tra i giovani giapponesi negli anni '90. Azusa Takashi di Real Sound ha scritto che il fascino di Slam Dunk e l'impatto che ha avuto sulla popolarità di tale sport è radicato nella sua realisticità. Non solo sono presenti scene di gioco appariscenti ma anche di pratica costante. Il programma della borsa di studio di Slam Dunk è stato creato nel 2006 da Inoue e Shūeisha. Il vincitore tra i 17 e i 18 anni riceve una borsa di studio accademia e atletica interamente pagata per una scuola preparatoria universitaria in America se supera l'esame di ammissione alla scuola. Nel 2010 Inoue ha ricevuto elogi speciali dalla Federazione cestistica del Giappone per aver contribuito a rendere popolare il basket in Giappone e il programma di borse di studio.
L'adattamento anime è stato anche esso molto popolare in Giappone. Nel sondaggio del 2005 dei 100 migliori anime di TV Asahi su più gruppi di età, Slam Dunk si è classificato come l'ottavo anime più popolare. In un altro sondaggio di TV Asahi ma svolto tramite un sito web, la serie si è classificata al decimo posto. Anche l'edizione home video dell'anime ha goduto di buone vendite, essendo apparsa più volte nelle classifiche dei DVD e dei Blu-ray più venduti del settore animazione di Oricon.
Il dottorando Dexter Thomas dell'Università Cornell, scrivendo una dissertazione su come sia influenzato l'hip hop in Giappone, ha dichiarato "La prima ondata di basket in Giappone è stata spinta in avanti da Slam Dunk".